# Mutsaersoord
Mutsaersoord was een herstellingsoord voor volwassenen met een kinder- en jeugdpsychiatrische kliniek en een medisch kinderhuis op de steilrand in Venlo. Het complex ligt boven op de steilrand van het Venlose Maasterras

## Geschiedenis
In 1928-1930 werd Mutsaersoord gebouwd naar een ontwerp van architect Jules Kayser en was oorspronkelijk een herstellingsoord van de Nederlandse Katholieke Bond van Vervoerspersoneel Sint Raphaël waar plaats was voor 45 volwassen patiënten. Het herstellingsoord was vernoemd naar W.A.P.M. Mutsaers, bisschop van 's Hertogenbosch, die ook de geestelijk adviseur van Sint Raphaël was. 
Op het bosrijke terrein bevond zich ook een kindertehuis dat sinds 1938 de naam Agnespaviljoen droeg en waar 60 à 70 konden verblijven. De zorg lag tussen 1930-1982 in handen van de Zusters van de Heilige Vincentius.
Tijdens de Tweede Wereldoorlog werd het gebied gebombardeerd en na de oorlog werd er een nieuw Agnespaviljoen gebouwd naar een ontwerp van architect Jules Kayser dat in 1958 werd geopend.
In de jaren 1960 veranderde het soort patiënten geleidelijk en werd de hulpverlening professioneler. In 1971 werd de naam gewijzigd naar Stichting Mutsaersoord-Agnespaviljoen.
In 1973 kwam er een medisch kleuterdagverblijf, dat in 1977 een aantal nieuwe paviljoens betrok. Inmiddels had de stichting in 1975 ook een eigen school geopend voor langdurig zieke kinderen: de Wijnbergschool.
Sinds 1988 staat het hoofdgebouw van het complex op de Lijst van gemeentelijke monumenten in Venlo.
Per 1 januari 2008 is het Mutsaersoord opgeheven, vindt de zorgverlening elders plaats aan de Hogeweg en gebruikt men de naam Centrum voor Psychotherapie Venlo gevoerd als onderdeel van de Stichting Vincent van Gogh, voor geestelijke gezondheidszorg.